# Proiettili buoni
Proiettili buoni è l'unico album, pubblicato nel 2008 per la Black Candy, dall'omonimo supergruppo toscano, progetto parallelo dei cantautori Marco Parente, Paolo Benvegnù con l'ausilio di Gionni Dall'Orto al basso e Andrea “Druga” Franchi alla batteria.

## Il disco
È stato registrato in presa diretta durante le prove e il concerto del 4 gennaio 2008 al Viper Theatre di Firenze.
Il disco contiene pezzi scritti da Marco Parente e risalenti al periodo di Trasparente, in versioni realizzate e arrangiate dalla band in un insolito work in progress.
In parallelo viene stampato un vinile a tiratura limitata, dallo stesso titolo, con i provini originali registrati da Parente su un otto piste a cassetta.

## Tracce
1. Proiettili buoni - 3:40
2. Ragazza 1 - 4:14
3. Ragazza 2 - 4:07
4. Colori addosso - 3:22
5. Poesia cieca - 3:03
6. Il deserto cammina - 4:16
7. Carne in scatola - 3:48
8. Karma Parenti - 4:24
9. Anni in tasca - 5:35
10. Fermo immagine - 4:59

## Formazione

### Musicisti
- Marco Parente: chitarra e voce
- Paolo Benvegnù: chitarra e voce
- Giovanni "Gionni" Dall'Orto: basso
- Andrea "Druga" Franchi: batteria

### Crediti
- Registrato e mixato da Marco Tagliola
- Prodotto da Marco Parente e Marco Tagliola